# Спартак-Нальчик
«Спарта́к-На́льчик» (рос. «Спартак-Нальчик») — російський футбольний клуб з міста Нальчик. Виступає у Російській Прем'єр-Лізі. Заснований у 1935 році.
Колишні назви: «Динамо» (1935—1958), «Спартак» (1959—1968, 1973—1976, 1977—2007), «Автомобіліст» (1969—1972), «Ельбрус» (1976). Сучасна назва з 7 квітня 2007 року.